# Marciszów (Zawiercie)
Marciszów – osiedle Zawiercia położone w północno-zachodniej części miasta, nad Wartą. W roku 2015 liczyło 1162 mieszkańców.
W latach 1954–1964 wieś należała i była siedzibą władz gromady Marciszów.  Gromada zniesiona, wieś włączona do Zawiercia w 1965 roku.